# Красная Сибирь (Красноярский край)
Красная Сибирь — деревня в Берёзовском районе Красноярского края России. Входит в состав Вознесенского сельсовета. Находится на берегах реки Батоюшка, примерно в 13 км к юго-востоку от районного центра, посёлка Берёзовка, на высоте 301 метра над уровнем моря.

## Население
| 2010 |
| ---- |
| 23   |

Гендерный состав
По данным Всероссийской переписи населения 2010 года 11 мужчин и 12 женщин из 23 чел.

## Улицы
Уличная сеть деревни состоит из 2 улиц (ул. Прибрежная и ул. Чкалова).